# Superintendencia de las Instituciones del Sector Bancario de Venezuela

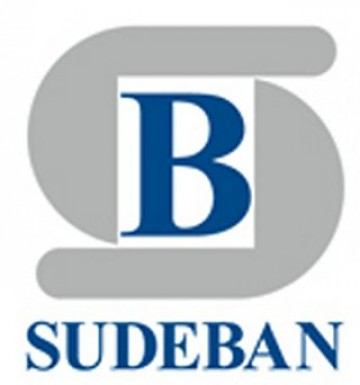
Logo de SUDEBAN.

La Superintendencia de las Instituciones del Sector Bancario de Venezuela (SUDEBAN) es el ente encargado de que los bancos e instituciones financieras con oficina en Venezuela, cumplan con las normas locales referidas a ellas. Está adscrito al Órgano Superior del Sistema Financiero Nacional, que a su vez depende del Ministerio del Poder Popular para las Finanzas.
Entre las actividades de la SUDEBAN se encuentran: 
- Autorizar, supervisar, inspeccionar, controlar y regular el ejercicio de la actividad que realizan las instituciones que conforman el sector bancario de Venezuela.[2]
- Señalar la corrección de las fallas que se detecten en la ejecución de las actividades bancarias y sancionar las conductas desviadas al marco legal vigente.[2]

## Instituciones regidas por la SUDEBAN
Sector bancario y subsectores que lo conforman según la Ley de Instituciones del Sector Bancario, al 31 de agosto de 2018):

### Banca universal
1. BBVA Provincial, S.A. Banco Universal
2. Banesco Banco Universal, C.A.
3. Mercantil Banco, C.A. Banco Universal
4. Banco Nacional De Crédito, C.A.
5. Bancaribe, C.A. Banco Universal
6. Banco Exterior, C.A. Banco Universal
7. Venezolano De Crédito, S.A. Banco Universal
8. Banco Fondo Común, C.A. Banco Universal
9. Banplus Banco Universal, C.A.
10. Banco Plaza, C.A., Banco Universal
11. Banco Sofitasa, Banco Universal, C.A.
12. Banco Caroní, C.A., Banco Universal
13. Banco Activo, C.A. Banco Universal
14. Del Sur Banco Universal, C.A.
15. 100% Banco, Banco Universal, C.A.
16. Bancamiga, Banco Universal, C.A.
17. Banco Internacional de Desarrollo, C.A. Banco Universal
18. Banco de Venezuela, S.A. Banco Universal
19. Banco Digital de los Trabajadores, Banco Universal, C.A.
20. Banco del Tesoro, C.A. Banco Universal
21. Banco de la Fuerza Armada Nacional Bolivariana, Banco Universal, C.A.
22. Banco Agrícola De Venezuela, C.A. Banco Universal

### Banca microfinanciera
1. Bancrecer, S.A. Banco Microfinanciero
2. Mi Banco, Banco Microfinanciero, C.A.
3. Bangente, C.A.
4. N58 Banco Digital Banco Microfinanciero

### Banca de desarrollo
1. Banco de Comercio Exterior, C.A. (BANCOEX)
2. Banco Nacional de Vivienda y Hábitat (BANAVIH)
3. Banco de Desarrollo Económico y Social de Venezuela (BANDES)

### Institutos municipales de crédito
1. Instituto Municipal De Crédito Popular (IMCP).[5]

## Lista de Superintendentes
| Superintendentes de Bancos de Venezuela |               |                      |
| Superintendente (a)                     | Período       | Gaceta Oficial       |
| Carlos Rafael Silva                     | 1958 - 1960   |                      |
| Guillermo Pimentel                      | 1961 - 1966   |                      |
| Marco Lucy G.                           | 1967 - 1969   | 28282                |
| Víctor Saúl Gutiérrez                   | 1970 - 1972   |                      |
| Alfredo Masso Martínez                  | 1972 - 1974   |                      |
| Leopoldo Ramírez                        | 1974 - 1976   | 30318                |
| Jesús Tovar Villegas                    | 1976 - 1982   |                      |
| Juan Ramírez Giraud                     | 1982 - 1988   |                      |
| Víctor Saúl Gutiérrez                   | 1988 - 1992   | 37477                |
| Roger Urbina Marte                      | 1992 - 1994   |                      |
| Tesalio Cadenas Berthier                | 1994 - 1995   |                      |
| Francisco Deberá                        | 1995 - 2000   |                      |
| Alejandro Cáribas                       | 2000 - 2002   |                      |
| Antonio Simancas                        | 2002          |                      |
| Irving Ochoa                            | 2002 - 2004   | 37477                |
| Trino Alcides Díaz                      | 2004 - 2008   | 37879                |
| María Elena Fumero Mesa                 | 2008          | 38924                |
| Edgar Hernández Behrens                 | 2008 - 2014   | 39088                |
| Mary Espinoza de Robles                 | 2014 - 2016   | 40370                |
| Leoncio Enrique Guerra Molina           | 2016-2017     | 6275                 |
| Antonio Morales Rodríguez               | 2017-2023     | 41168                |
| Anabel Pereira Fernández                | 2023-2024     | 6.732 Extraordinaria |
| Dheliz Álvarez                          | 2024-presente | 6.831                |

## Códigos Bancarios
Lista de instituciones bancarias al 8 de febrero de 2025:
| Código | IBP                                                     | RIF        |
| ------ | ------------------------------------------------------- | ---------- |
| 0001   | Banco Central de Venezuela                              | G200001100 |
| 0102   | Banco de Venezuela S.A.C.A. Banco Universal             | G200099976 |
| 0104   | Venezolano de Crédito, S.A. Banco Universal             | J000029709 |
| 0105   | Mercantil Banco, C.A. Banco Universal                   | J000029610 |
| 0108   | BBVA Provincial, S.A. Banco Universal                   | J000029679 |
| 0114   | Bancaribe C.A. Banco Universal                          | J000029490 |
| 0115   | Banco Exterior C.A. Banco Universal                     | J000029504 |
| 0128   | Banco Caroní C.A. Banco Universal                       | J095048551 |
| 0134   | Banesco, Banco Universal S.A.C.A.                       | J070133805 |
| 0137   | Banco Sofitasa, Banco Universal                         | J090283846 |
| 0138   | Banco Plaza, Banco Universal                            | J002970553 |
| 0146   | Bangente C.A                                            | J301442040 |
| 0151   | BFC Banco Fondo Común C.A. Banco Universal              | J000723060 |
| 0156   | 100% Banco, Banco Universal C.A.                        | J085007768 |
| 0157   | DelSur Banco Universal C.A.                             | J000797234 |
| 0163   | Banco del Tesoro, C.A. Banco Universal                  | G200051876 |
| 0166   | Banco Agrícola de Venezuela, C.A. Banco Universal       | G200057955 |
| 0168   | Bancrecer, S.A. Banco Microfinanciero                   | J316374173 |
| 0169   | R4, Banco Microfinanciero C.A.                          | J315941023 |
| 0171   | Banco Activo, Banco Universal                           | J080066227 |
| 0172   | Bancamiga, Banco Universal C.A.                         | J316287599 |
| 0173   | Banco Internacional de Desarrollo, C.A. Banco Universal | J294640109 |
| 0174   | Banplus Banco Universal, C.A                            | J000423032 |
| 0175   | Banco Digital de Los Trabajadores                       | G200091487 |
| 0177   | Banco de la Fuerza Armada Nacional Bolivariana, B.U.    | G200106573 |
| 0178   | N58 Banco Digital, S.A.                                 | J503581107 |
| 0191   | Banco Nacional de Crédito, C.A. Banco Universal         | J309841327 |
| 0601   | Instituto Municipal de Crédito Popular                  | J000145903 |